# Hrádok (hrad)
Hrádok (též Čierna Lehota) je zaniklý hrad ve správním území obce Čierna Lehota v okrese Bánovce nad Bebravou v Trenčínském kraji na Slovensku. Nachází se na osamělém návrší Hrádok, asi 1,5 kilometru severně od vesnice. Podle archeologických nálezů byl hrad osídlen ve třináctém až čtrnáctém století. Dochovaly se z něj terénní relikty a nevelké zbytky zdiva. Pozůstatky hradu jsou chráněny jako národní kulturní památka.

## Historie
O hradu se nedochovaly žádné písemné prameny a doba jeho existence je na základě nalezené keramiky datována do druhé poloviny třináctého až čtrnáctého století. Označení Hrádok se vztahuje k názvu hradního vrchu. Hrad byl pravděpodobně založen jako vrchnostenské sídlo a centrum nevelkého panství, založeného v době kolonizace krajiny na horní Bebravě. Jeho zakladatelem mohl být nižší šlechtic ve službách trenčínského rodu Čáků. Koncem čtrnáctého století už Hrádok jako panské sídlo nesloužil, protože první písemná zmínka o nedaleké Čierne Lehotě pochází z roku 1389, kdy vesnice patřila k uhroveckému panství.

## Stavební podoba
Trojdílný hrad zaujal vrchol 644 metrů vysokého kopce. Přístupová cesta k němu vedla od severovýchodu. Nejprve překonala dvě příkopem oddělené plošiny, z nichž první snad sloužila jako nástupní prostor na most přes příkop, a druhá plnila funkci předhradí. Ani na jedné se nedochovaly stopy zástavby. Hradní jádro se nachází za druhým příkopem. Tvoří jej protáhlá terasa a o čtyři metry převýšená vrcholová plošina. Na terase mohly stát hospodářské budovy a její severní stranu lemují nevelké fragmenty obvodové hradby. Na vrcholové plošině stávala nejspíše obytná věž, z níž se zachovalo torzo lícovaného zdiva interiéru. Věž měla lichoběžníkový půdorys s vnějšími rozměry 6,1 × 6,1 metru a tloušťka zdiva dosahovala téměř 1,5 metru.